# Aurolzmünster
Aurolzmünster is een gemeente in de Oostenrijkse deelstaat Opper-Oostenrijk, gelegen in het district Ried im Innkreis (RI). De gemeente heeft ongeveer 2900 inwoners.

## Geografie
Aurolzmünster heeft een oppervlakte van 16 km². De gemeente ligt in het noorden van Oostenrijk, in het westen van de deelstaat Opper-Oostenrijk. De gemeente ligt ten zuiden van de Duitse deelstaat Beieren.

## Plaatsen in de gemeente
Altenried, Aurolzmünster, Danner, Edenbach, Forchtenau, Haging, Hofing, Kochreith, Lauterbrunn, Maria Aich, Maierhof, Schöndorf, Seyring, Weierfing.

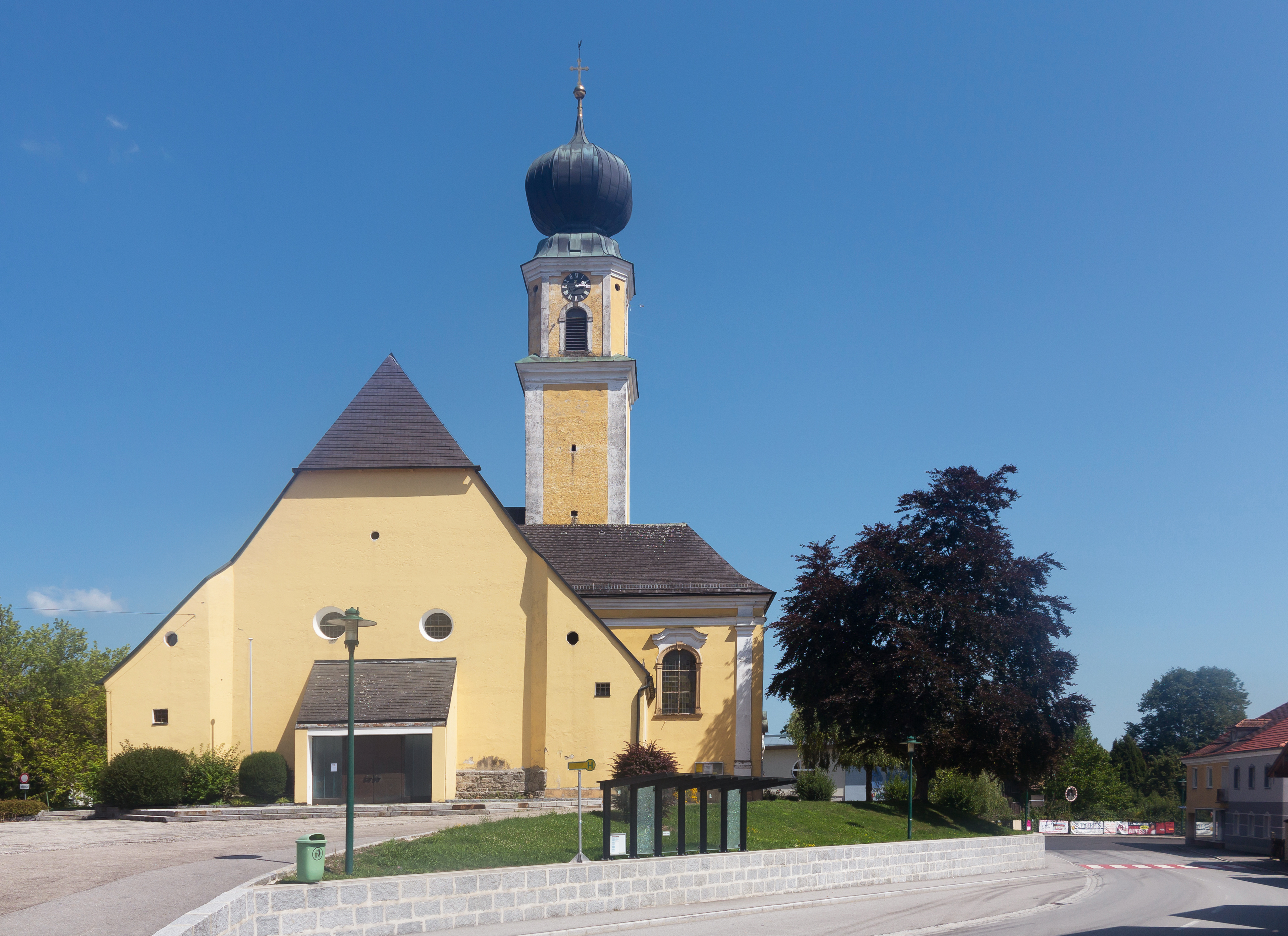
Aurolzmünster, kerk: Katholische Pfarrkirche heilige Mauritius

Andrichsfurt · Antiesenhofen · Aurolzmünster · Eberschwang · Eitzing · Geiersberg · Geinberg · Gurten · Hohenzell · Kirchdorf am Inn · Kirchheim im Innkreis · Lambrechten · Lohnsburg · Mehrnbach · Mettmach · Mörschwang · Mühlheim am Inn · Neuhofen im Innkreis · Obernberg am Inn · Ort im Innkreis · Pattigham · Peterskirchen · Pramet · Reichersberg · Ried im Innkreis · Schildorn · Senftenbach · Sankt Georgen bei Obernberg am Inn · Sankt Marienkirchen am Hausruck · Sankt Martin im Innkreis · Taiskirchen im Innkreis · Tumeltsham · Utzenaich · Waldzell · Weilbach · Wippenham
- Gemeinsame Normdatei: 4486952-6
- Virtual International Authority File: 247822215
- WorldCat: E39PBJm99mbkcgJxF6pMkfBdcP